# ديرديفيل (مسلسل)
ديرديفيل (بالإنجليزية: Daredevil) هو مسلسل تلفزيوني أمريكي بث على الأنترنت من قبل نتفليكس، من تأليف درو جودارد، مستوحى من شخصية القصص المصورة التي تحمل نفس الاسم من نشر مارفل كومكس. أحداثه تقع ضمن عالم مارفل السينمائي، ويشارك أفلام هذا العالم في استمرارية الأحداث، وهو الأول في سلسلة من المسلسلات التي تؤدي إلى المسلسل القصير المدافعون. هذا المسلسل من إنتاج تلفزيون مارفل. بالاشتراك مع استوديوهات أي بي سي وجودارد تكستيلز وفي الموسم الأول دى نايت للإنتاج. قام ستيفن أس. دى نايت بدور المنتج المنفذ في الموسم الأول، وقام ماركو راميرز ودوج بتري بهذا الدور بدلا عنه في الموسم الثاني، وإنضم إريك أولسن للمسلسل كمنتج منفذ في الموسم الثالث.
تشارلي كوكس. يجسد دور مات موردوك / ديرديفيل، محامي في النهار ومحارب للجريمة في الليل. المسلسل أيضاً من بطولة ديبوره آن وول .وإيلدين هنسون. وروزاريو دوسن .وفينسنت دونوفريو. بالاشتراك مع توبي ليونارد مور. وفوندي كورتيس هول وبوب جنتون .وآيليت زورر .في الموسم الأول، وجون بيرنثال .وإلودي يونج وستيفن رايدر في الموسم الثاني، وويلسون بيثيل. في الموسم الثالث. بدأ تطوير ديرديفيل في نهاية 2013، أي بعد سنة من استرجاع مارفل حقوق الشخصية، والتعاقد مع جودارد في ديسمبر 2013. قام دى نايت بدور المنتج المنفذ بدلا منه وتم التعاقد مع تشارلي كوكس في مايو 2014، وبدأ التصوير بعد شهرين في مدينة نيويورك في .المناطق التي مازلت تشبه منطقة هيلز كيتشن.
جميع حلقات الموسم الأول عرضت على نتفليكس في 10 أبريل، 2015، وتم عرض الموسم الثاني في 18 مارس 2016، بينما الثالث في 19 أكتوبر 2018. جميعها تلقت مرجعات إيجابية من النقاد، خصوصاً الثالث الذي وصف بأفضل مواسم المسلسل. في أبريل 2016 قامت نتفليكس بطلب مسلسل منشق يدور حول شخصية. فرانك كاسل المعاقب.التي يقوم بها جون بيرنثال، وتم عرضه في نوفمبر 2017. أعلنت نتفليكس ألغاء ديرديفل في 29 نوفمبر 2018 بعد عرض ثلاث مواسم.

## مقدمة
الموسم الأول تدور أحداثه حول مات موردوك المحامي في النهار، الذي يستعمل حواسه المحسنة التي اكتسبها عندما أصبح اعمى في صغره لمحاربة الجريمة في الليل في شوارع حي هيلز كيشتن بمدينة نيو يورك في شكل ديرديفل، في نفس الوقت يكشف مؤامرة من المجرمين يقودها ويلسون فيسك. في الموسم الثاني، يستمر موردوك في الموازنة بين حياته كمحامي وديرديفل، عندما يحتك بفرانك كاسل / المعاقب، جندي سابق يعمل بأساليب أكثر فتكا، ويتعامل مع عودة صديقته السابقة إلكترا ناتشوز. في الموسم الثالث، بعد اطلاق سراح ويلسون فيسك من السجن، مات - الذي كان مفقود منذ شهور بعد أحداث المدافعين - يظهر كرجل مكسور ويجب أن يقرر بين الاختباء من العالم كمحامي جنائي، أو احتضان حياته كبطل.

## طاقم العمل
- تشارلي كوكس في دور مات موردوك / ديرديفيل: محامي في النهار ومحارب للجريمة في الليل.[5] يقول ستيف دى نايت المنتج المنفذ للموسم الأول عن مات موردوك أنه «ليس خارق القوى، وليس منيع... هو فقط لديه حواس أفضل من الإنسان العادي». وتعليقاً على ازدواجية المعايير عند الشخصية قال «إنه محام في النهار، وقد أخذ هذا القسم. ولكن كل ليلة يكسر ذلك القسم، ويخرج ويفعل أشياء عنيفة جدا».[6] كاثوليكية الشخصية تلعب دور كبير في المسلسل فيقول عنه دى نايت «أنه من أكثر - إن لم يكن الأكثر على الإطلاق - الشخصيات المتدينة في عالم مارفل».[7] تدرب تشارلي كوكس مع الاستشاري الأعمى جو ستريشاي،[8] وكان يدرك ما تفعله عيناه في جميع الأوقات، للتأكد من أنها لن تنظر إلى أو تتفاعل مع شيء على عكس شخص أعمى.[9] لعب سكيلار جارتنير دور مات وهو طفل.[10]
- ديبوره آن وول في دور كارين بيدج: امرأة شابة غامضة تدخل حياة موردوك بسعيها من أجل العدالة.[11] بعد قيامها بدور جيسيكا هامبي في مسلسل دم حقيقي من 2008 - 2014، وول حاولت تحديدا «توجيه بشكل مختلف عن ذلك» مع شخصية بيدج.[12] أشارت وول أن الخلفية الدرامية لشخصية بيدج في المسلسل مختلفة عن خلفيتها في القصص المصورة، قائلة «في القصص المصورة، في البداية كارين كانت بريئة جدا، ثم نحو النهاية تحولت 180 درجة، انها واقعة في الكثير من المتاعب، لذلك أردت أن اجد وسيلة لجعل شخصيتها خليط من الشخصيتين في نفس الوقت. هل يمكن أن تكون رائعة حقا، شخصية لطيفة تنجذب قليلا إلى الخطر؟ هي لا تقع دائما في المشاكل لأنها مجرد امرأة ساذجة! كارين في الواقع تبحث عنها، وهي لن تسمح للخوف أن يوقفها عن العثور على الحقيقة.»[9]
- إيلدين هنسون في دور فرانكلين «فوجي» نيلسون: صديق موردوك المقرب وشريكه في المحاماة.[13] في أبريل 2015، تحدث هنسون عن حماسه لدور الشخصية في المسلسل، قائلا «كنت متحمسا حقا عندما حصلت على النص وعرفت أن شخصية فوجي ليست مجرد شخصية جانبية عديمة الفائدة. انه ليس مجرد شخصية هزلية. اعني، أن الشخصية فيها بعض من تلك الصفات. فهو به جانب هزلي، ولكن كان من المثير أن اعرف أن هذه الشخصيات الأخرى سيكون لها مسارها الخاص وأحداث خاصة بهم يتعاملون معها.»[14]
- توبي ليونارد مور في دور جيمس ويسلي: الذراع الأيمن لويلسون فيسك.[15][16] وصف موور ويسلي بأنه ساحر و«خسيس جدا» على حدا سواء.[17]
- فوندي كورتيس هول في دور بن يورك: صحفي يعمل بجريدة نيويورك بوليتن.[15][16]
- وبوب جنتون في دور ليلاند اولسلي: محاسب مالي وشخصية رئيسية في مخطط لويلسون فيسك لهيلز كيتشن.[15][16][18]
- وآيليت زورر في دور فانيسا ماريانا: تعمل بمعرض فني، وهي - على عكس نسخة القصص المصورة - تعرف وتقبل بمخططات ويلسون فيسك.[15][16]
- وروزاريو دوسن في دور كلير تمبل ممرضة تساعد موردوك.[15][18] الشخصية هي مزيج من شخصيات القصص المصورة كلير تمبل و الممرضة الليلية.[19] كان من المقرر أن تكون الشخصية هي الممرضة الليلية فقط، ولكن تم دمجها مع شخصية تمبل عندما علم الكتاب أن استوديوهات مارفل لديهم خطط أخرى للشخصية في أفلامهم.[20] تحدث دوسون عن أن تمبل «هي شخصية عادية، وأنها تصبح أكثر البطولية بطريقة ربما لم تكن تتوقعها»،[14] و «هي ليست خط رومانسي، انها هذه العين المتشككة التي تنظر إلى هذا الوضع الغريب. هي التي يمكن أن تقول» أنت لست جيد حقا في هذا الوضع«. وهذا يجعلها أكثر واقعية»[19]
- فينسنت دونوفريو في دور ويلسون فيسك / كينج بن: رجل أعمال قوي مصالحه في مستقبل هيلز كيتشن تضعه في صراع مع موردوك وديرديفيل.[21][22][23] قال أونوفريو أنه يأمل أن يكون تجسيده لشخصية فيسك كان طريقة جديدة للنظر للشخصية، وأنه سيكون التجسيد النهائي للشخصية.[24] قال دى نايت أن «فيسك لديه العديد من الجوانب المختلفة لذلك ليس كل شيء،» أريد أن قهر المدينة وجعل الكثير من المال «. في قصتنا، نروي كيف التقى فيسك بزوجته فانيسا وكيف وقعا في الحب». واضاف أيضا أن «إذا كنت تبحث عن دراما جريمة متعددة الأوجه، كان ويلسون فيسك الخيار الواضح للعب دور الخصم... فهو كان الخصم الصحيح لمات، ولما كنا نريد أن نعرضه هذا الموسم.»[25] قام كول جنسين بدور ويلسون فيسك وهو طفل.[26]
- جون بيرنثال في دور فرانك كاسل / المعاقب: جندي سابق يهدف إلى تطهير هيلز كيتشن بأي وسيلة ضرورية، مهما كانت النتائج قاتلة.[27][28] دى نايت قال أن هذة النسخة من شخصية المعاقب ستكون مطابقة تماما لنسخة قصص مارفل مصورة، حيث أن النسخ السابقة لم تكن تحت إشراف استوديوهات مارفل / تلفزيون مارفل. وقال أيضا أنه يعتقد أن هذة النسخة لن تكون بنفس درجة العنف كفيلم المعاقب: منطقة الحرب.[29] وصرح دوج بتري المنتج المنفذ للموسم الثاني بأن شخصية ترافس بيكل من فيلم سائق التاكسي كان لها تأثير على الشخصية، فضلا عن الأحداث الجارية، قائلا «إن أخذ العدالة القاتلة بين يدك في أمريكا في عام 2015 أمر صعب للغاية. نحن لم نهرب من الواقع الغني المعقدة الحالي. إذا كنت قد حصلت على بندقية وأنت لست من الشرطة أنت ستشعر بمشاعر قوية.» وأضاف بيرنثال أن «هذة الشخصية لها صدى عسكري... وأفضل شيء فيه أنه إذا اسأ لك، فانه لا يهتم.» [30]
- إلودي يونج في دور إلكترا ناتشوز: امرأة غامضة وخطيرة من الماضي موردوك. وقد أشير إلى هذة الشخصية في الموسم الأول، قبل أن تحصل يونج على الدور.[28][31][32] وقد وصف بتري تأثير إلكترا على موردوك قائلا ""أفضل صديقة سيئة يمكن أن تحصل عليها. انها تفعل كل شيء خاطئ وجذاب. هي هوية مات، الجانب الجامح من شخصيته. مات دائما يحاول تطويع هذا الجانب الجامح. إلكترا تخرجه فقط. هو رافض ومنجذب بشدة لها على حد سواء."[30] وصفت يونج إاكترا بأنها "نوعا ما معتلة اجتماعيا. هذا العالم هو لعبة بالنسبة لها. انه مثل لعبة الشطرنج، وما يحفزها هو ما تريد. هي سوف تستخدم أي شيء تحتاج إليه للوصول إلى هدفها، وإذا كانت في حاجة لقتل الناس، وقالت انها سوف تفعل." واضافت ان إليكترا ليست شخصية جيدة ولا سيئة، ولكنها "شخصية ذات سمات مختلفة" وطبقات.[33] قامت ليلي تشي بدور إلكترا وهي طفلة.
- ستيفن رايدر في دور بليك تاور: مدعي عام بنيويورك يساعد ديرديفيل «بمعلومات للمساعدة في تعقب المجرمين والتقاطهم.»[34]
- ويلسون بيثيل في دور بينجامين «دكس» بوينتدكستر: عميل فيدرالي مصاب بالذهان قادر على استخدام أي شيء تقريبًا كقذيفة قاتلة.[35]
- جوان والي في دور ماجي جراس: راهبة ذات آراء قوية، وتهتم بمردوك وهو يتعافى من جروحه.[36] لاحقا يتم الكشف أنها والدة موردوك.
- جاي علي في دور راي ناديم: عميل فيدرالي طموح وشريف.[37]

## الحلقات

### الموسم الأول (2015)
| الرقم الإجمالي | الرقم في الموسم | العنوان               | العنوان الأصلي              | إخراج             | تأليف                           | تاريخ العرض الأول |
| -------------- | --------------- | --------------------- | --------------------------- | ----------------- | ------------------------------- | ----------------- |
| 1              | 1               | "في الحلبة"           | "Into the Ring"             | فيل ابراهام       | درو جودارد                      | 10 ابريل 2015     |
| 2              | 2               | "كات مان"             | "Cut Man"                   | فيل ابراهام       | درو جودارد                      | 10 ابريل 2015     |
| 3              | 3               | "أرنب في عاصفة ثلجية" | "Rabbit in a Snowstorm"     | ادم كان           | ماركو راميرز                    | 10 ابريل 2015     |
| 4              | 4               | "في الدم"             | "In the Blood"              | كين جيروتي        | جو بوكاسكي                      | 10 ابريل 2015     |
| 5              | 5               | "عالم يحترق"          | "World on Fire"             | فارن بلاكبرن      | لوك كالتكس                      | 10 ابريل 2015     |
| 6              | 6               | "مُدان"                | "Condemned"                 | جاي فيرلاند       | جو بوكاسكي وماركو راميرز        | 10 ابريل 2015     |
| 7              | 7               | "ستيك"                | "Stick"                     | براد ترنر         | دوجلاس بيتري                    | 10 ابريل 2015     |
| 8              | 8               | "ظلال على الزجاج"     | "Shadows in the Glass"      | ستيفن سيرجيك      | ستيفن أس. دى نايت               | 10 ابريل 2015     |
| 9              | 9               | "تحدث عن الشيطان"     | "Speak of the Devil"        | نيلسون ماكورميك   | كريستوس غيج وروث فليتشر غيج     | 10 ابريل 2015     |
| 10             | 10              | "نيلسون ضد موردوك"    | "Nelson v. Murdock"         | فارن بلاكبرن      | لوك كالتكس                      | 10 ابريل 2015     |
| 11             | 11              | "طريق الصالحين"       | "The Path of the Righteous" | نيك جوميز         | ستيفن أس. دى نايت ودوجلاس بيتري | 10 ابريل 2015     |
| 12             | 12              | "الذين تركناهم خلفنا" | "The Ones We Leave Behind"  | إيورو لين         | دوجلاس بيتري                    | 10 ابريل 2015     |
| 13             | 13              | "ديرديفيل"            | "Daredevil"                 | ستيفن أس. دى نايت | ستيفن أس. دى نايت               | 10 ابريل 2015     |

### الموسم الثاني (2016)
| الرقم الإجمالي | الرقم في الموسم | العنوان                  | العنوان الأصلي                      | إخراج             | تأليف                                              | تاريخ العرض الأول |
| -------------- | --------------- | ------------------------ | ----------------------------------- | ----------------- | -------------------------------------------------- | ----------------- |
| 14             | 1               | "بانج"                   | "Bang"                              | فيل ابراهام       | دوجلاس بيتري وماركو راميرز                         | 18 مارس 2016      |
| 15             | 2               | "كلاب في معركة سلاح"     | "Dogs to a Gunfight"                | فيل ابراهام       | دوجلاس بيتري وماركو راميرز                         | 18 مارس 2016      |
| 16             | 3               | "أفضل من في نيويورك"     | "New York's Finest"                 | مارك جوبست        | مرك فيردين                                         | 18 مارس 2016      |
| 17             | 4               | "بيني ودايم"             | "Penny and Dime"                    | بيتر هوار         | جون سي. كيلي                                       | 18 مارس 2016      |
| 18             | 5               | "كينباكو"                | "Kinbaku"                           | فلوريا سيجيسموندي | لورين سشميدت هيسريتش                               | 18 مارس 2016      |
| 19             | 6               | "فقط الندم"              | "Regrets Only"                      | اندي جودارد       | سنيها كورس                                         | 18 مارس 2016      |
| 20             | 7               | "دائم الولاء"            | "Semper Fidelis"                    | كين جيروتي        | لوك كالتكس                                         | 18 مارس 2016      |
| 21             | 8               | "مذنب تماما"             | "Guilty as Sin"                     | مايكل ابندال      | ويت اندرسون                                        | 18 مارس 2016      |
| 22             | 9               | "سبع دقائق في الجنة"     | "Seven Minutes in Heaven"           | ستيفن سيرجيك      | ماركو راميرز ولورين سشميدت هيسريتش                 | 18 مارس 2016      |
| 23             | 10              | "الرجل في الصندوق"       | "The Man in the Box"                | بيتر هوار         | قصة: جون سي. كيلي سيناريو: ويت اندرسون وسنيها كورس | 18 مارس 2016      |
| 24             | 11              | ".380"                   | ".380"                              | ستيفن سيرجيك      | مرك فيردين                                         | 18 مارس 2016      |
| 25             | 12              | "الظلام في اخر النفق"    | "The Dark at the End of the Tunnel" | إيورو لين         | دوجلاس بيتري ولورين سشميدت هيسريتش                 | 18 مارس 2016      |
| 26             | 13              | "يوم بارد في هيلز كيتشن" | "A Cold Day in Hell's Kitchen"      | بيتر هوار         | دوجلاس بيتري وماركو راميرز                         | 18 مارس 2016      |

### الموسم الثالث (2018)
| الرقم الإجمالي | الرقم في الموسم | العنوان                        | العنوان الأصلي        | إخراج             | تأليف                 | تاريخ العرض الأول |
| -------------- | --------------- | ------------------------------ | --------------------- | ----------------- | --------------------- | ----------------- |
| 27             | 1               | "البعث"                        | "Resurrection"        | مارك جوبست        | إريك أولسن            | 19 أكتوبر 2018    |
| 28             | 2               | "من فضلك"                      | "Please"              | لوكس اتلين        | جيم دان               | 19 أكتوبر 2018    |
| 29             | 3               | "لا يمر عمل جيد"               | "No Good Deed"        | جينيفر جتزينجر    | سوناي هوفمان          | 19 أكتوبر 2018    |
| 30             | 4               | "مصدوم"                        | "Blindsided"          | ألكس جارسيا لوبيز | لواء ناصر الدين       | 19 أكتوبر 2018    |
| 31             | 5               | "اللعبة المثالية"              | "The Perfect Game"    | جوليان هولمز      | تونيا كونج            | 19 أكتوبر 2018    |
| 32             | 6               | "الشيطان الذي تعرفه            | "The Devil You Know"  | ستيفن سيرجيك      | ديلان جالاجر          | 19 أكتوبر 2018    |
| 33             | 7               | "ما بعد"                       | "Aftermath"           | توا فريزر         | سارة شترايشر          | 19 أكتوبر 2018    |
| 34             | 8               | "لطابق العلوي / الطابق السفلل" | "Upstairs/Downstairs" | ألكس زاكرزسكي     | دارا ريسنيك           | 19 أكتوبر 2018    |
| 35             | 9               | "الكشف"                        | "Revelations"         | جينيفر لينش       | إريك أولسن وسام ارنست | 19 أكتوبر 2018    |
| 36             | 10              | "كارين"                        | "Karen"               | ألكس جارسيا لوبيز | تمارا بيشر ويلكنسون   | 19 أكتوبر 2018    |
| 37             | 11              | "جمع شمل"                      | "Reunion"             | جيت ويلكنسون      | جيم دان ودارا ريسنيك  | 19 أكتوبر 2018    |
| 38             | 12              | "طلقة واحدة أخيرة"             | "One Last Shot"       | فيل ابراهام       | سام ارنست             | 19 أكتوبر 2018    |
| 39             | 13              | "منديل جديد"                   | "A New Napkin"        | سام ميلر          | إريك أولسن            | 19 أكتوبر 2018    |

## الإنتاج

### التطوير
في أبريل 2013، أكد كيفن فيج رئيس استوديوهات مارفل أن حقوق فيلم ديرديفيل والشخصيات المرتبطة به عادت في أكتوبر 2012 من تونتيث سينتشوري فوكس لمارفل، مما يسمح باستخدام تلك الشخصيات بداخل عالم مارفل السينمائي. كما أوضح رئيس تلفزيون مارفيل جيف لوب في عام 2015، أن استوديوهات مارفل قد حصلت على حقوق الملكية بمجرد عودتها. طرح درو جودارد على مارفل فكرة فيلم ديرديفيل جديد، لكن مارفيل لم تكن تنوي إنتاج فيلم آر-راتيد، وجودارد لميكن يريد أن يقدم «نسخة مخففة» من الشخصية، كما أوضح في 2015: «ذهبت إلى مارفل وتحدثت معهم حول تقديمه كفيلم منذ بضع سنوات، بعد نسخة أفليك بفترة طويلة. ولكن ما أدركناه جميعا أن هذا الفيلم لا يحتاج تكلفة 200$ مليون. أن مات موردوك لا يحاول إنقاذ العالم، أنه يحمي منطقته فقط. لذلك سيكون من الخطأ أن نظهر سفن الفضاء تتحطم في وسط المدينة. ولكن بسبب ذلك، مارفل من الجانب الأفلام لا تقوم بإنتاج أفلام بـ25$ مليون. انهم ينتجون أفلام أكبر من ذلك، كما ينبغي أن يفعلوا.» في النهاية، توصلت استوديوهات مارفل أن الشخصية ستقدم بشكل أفضل في مسلسل تلفزيوني.
في أكتوبر 2013، ذكرت المجلة الإلكترونية ديدلاين أن مارفل تحضر لأربعة مسلسلات درامية ومسلسل قصير، بمجموع 60 حلقة، لتقدم لخدمات الفيديو حسب الطلب والقنوات الفضائية، مع ابداء نتفليكس وأمازون ودبليو جي إن أمريكا الاهتمام. بعد عدة اسابيع اعلنت مارفل وديزني أن تلفزيون مارفل واستوديوهات أي بي سي سوف توفر لنتفليكس مسلسلات حية تدور حول ديرديفيل وجيسيكا جونز والقبضة الحديدية ولوك كيج، التي تؤدي إلى مسلسل قصير مبني على المدافعون. تم اختيار هذا الشكل نتيجة لنجاح فيلم المنتقمون الذ تم إنتاجه بعد تقديم شخصية كل من الرجل الحديدي والرجل الأخضر وكابتن أمريكا وثور في فيلم منفصل قبل أن يجتمعوا في هذا الفيلم. في ديسمبر، تم تعيين جودارد رسميا كمنتج منفذ للمسلسل، ولكن مارفل أعلنت في مايو 2014 أنه قد تنحى عن دوره ليركز على إخرج فيلم مبني على قصص مارفل «الأشرار الست» من إنتاج سوني بيكتشرز إنترتينمنت. ظل جودارد - الذي كتب أول حلقتين في المسلسل - مع المسلسل كمستشار، بينما أخذ ستيفن أس. دى نايت دوره كمنتج منفذ. أعلنت مارفل رسميا أن عنوان المسلسل سيكون مارفيلز ديرديفيل، بالاشتراك مع دى نايت وجودارد ولوب وجيم شوري ودان باكلي وجو كوسادا وستان لي وألان فاين وسيندي هولاند وكريس هنيجمان والي جوس وبيتر فريدلاندر كمنتجين منفذين.
في أبريل 2015، اعلنت مارفل ونتفليكس أنه سيتم تجديد مسلسل ديرديفيل لموسم ثاني، ولكن دى نايت لن يعود بسبب التزامات سابقة.فتم استبداله ماركو راميرز ودوج بتري كمنتجين منفذين، الذين عملوا في الموسم الأول ككتاب وعملوا عن قرب مع دى نايت وجودارد. انضم بتري وراميرز واليسون إنجل ومارك فيرهيدن لمجموعة المنجين المنفذين للموسم الثاني، بينما ترك فريدلاندر المسلسل.
في يوليو 2016، تم تجديد المسلسل لموسم ثالث، مع نية ابقاء بتري وراميرز كمنتجين منفذين. وفي أكتوبر 2017، تم الإعلان عن قيام إريك اولسون بدور المتج المنفذ في الموسم الثالث.

### الكتابة
عن اختياره لكتابة الشخصية وتطوير المسلسل في البداية، قال درو جودارد «كنت مرتبط بشخصية مات موردوك ارتباط شخصي، احسست انه 'لا بد من القيام بذلك.' أنا لا أريد أن ... اكون الرجل الذي يأخذ فقط القصص المصورة ثم يقوم بعرضها على الشاشة. وأعتقد أنه من واجبنا التعامل معها كما لو انها عمل خاص بنا. إذا كنت كاتبا لقصص مصورة، فلن تقتصر مهمتي على إعادة كتابة قصة شخص آخر، بل سأقوم بتطوير الشخصية ودفعها للأمام.»
في أغسطس 2014، عندما تحدث تيد ساراندوس عن المسلسل مقارنة ب فيلم 2003، قال «أن المسلسل متجه لنغمة أغمق من الفيام. ما نحبه في هذه المجموعة من الأبطال بالخصوص هو أنهم أكثر تواضعا. من جهة الازياء وأيضا نوع قصص الجريمة المثيرة التي يتدور أحداثها في الشارع بدلا من بين السحاب.» واستنادا إلى ذلك، قال دى نايت «أن المسلسل أكثر جراءة وإثارة من كل ما قدمته مارفل قبل ذلك، ولكننا لا نتطلع إلى دفعه إلى العنف الشديد، أو عري لا مبرر له أو أي شيء من هذا القبيل. القصة لا تتطلب ذلك، وأعتقد أنها سوف تعاني إذا دفعت في ذلك الاتجاه.» وقال رئيس تلفزيون مارفل والمنتج التنفيذي لوب في وقت لاحق أن «لن يكون هناك أشخاص يطيرون في السماء، لا توجد مطارق سحرية. لقد تعاملنا دائما مع هذا العمل باعتباره دراما جريمة أولا، وقصة بطل خارق ثانيا.» استوحى دى نايت من الرابط الفرنسي وعصر يوم قائظ وسائق التاكسي، وقال «نحن نفضل أن نكون أقرب لمسلسل ذا واير من أن نعتبر مسلسل بطل خارق كلاسيكي.»
قارن لوب اسلوب المسلسل في سرد القصص على مواسم متعددة بـ «عالم النشر، حيث لديك قصص فرانك ميلر وقصص براين مايكل بنديس وقصص إد بروباكر. كنت محظوظا بما فيه الكفاية بكتابة ديرديفيل: يلو. لكنهم مختلفون. لديهم عناصر مختلفة. نفس الطاقم. في كثير من الحالات، نفس النغمة. ولكن مغامرة مختلفة... يمكنك مشاهدة الموسم الثاني من ديرديفيل دون مشاهدة الموسم الأول. ولكن إذا شاهدت كل منهم، كانك حصلت على كتابين مختلفين. انها أقرب إلى العالم القصص المصورة مما هو عليه في العالم المسلسلات الطويلة.»

### اختيار الأدوار
في نهاية مايو 2014، تم اختيار تشارلي كوكس ليقوم بدور ديرديفيل. كوكس كان الاختيار الأول للدور، رشحه كيسادا في 2012 قبل أن تحصل استوديوهات مارفل على حقوق الشخصية من تونتيث سينتشوري فوكس. في 10 يونيو، أعلنت مارفل أن فينسنت دونوفريو سيقوم بتجسيد شخصية ويلسون فيسك / كينج بن في المسلسل. وفي 20 يونيو، انضمت روزاريو دوسن لفريق العمل. بعد عدة أيام تم اختيار إيلدين هنسون للقيام بدور فوجي نيلسون، بينما في 17 يوليو، تم اختيار ديبوره آن وول للقيام بدور كارين بيدج. في 11 أكتوبر، تم الكشف عن دور دوسن ليكون كلير تمبل، شخصية مشابهة للممرضة الليلية، بيمنا قام توبي ليونارد مور وفوندي كورتيس هول وبوب جنتون وآيليت زورر بالانضمام للعمل في دور جيمس ويسلي وبن يورك وليلاند اولسلي وفانيسا ماريانا على التوالي.
في يونيو 2015، اعلنت مارفل أنه تم اختيار جون بيرنثال في دور فرانك كاسل / المعاقب، لينضم لكوكس وهنسون ووول ودونوفريو أبطال الموسم الأول. في الشهر التالي، تم اختيار إلودي يونج لتوم بدور إلكترا ناتشوز، وهي شخصية سبق ذكرها في الموسم الأول. في سبتمبر 2015، انضم ستيفن رايدر لفريق العمل في دور بليك تاور. كوكس وهنسون ووول ودونوفريو سيعودون في الموسم الثالث. في نوفمبر 2017، تم الإعلان عن انضمام ويلسون بيثيل لفريق العمل في دور بينجامين «دكس» بوينتدكستر. مع جوان والي في دور الأخت ماجي جراس في يناير 2018، وجاي علي يشارك في دور راي ناديم عميل فيدرالي أخر في مارس 2018. وزورر ستظهر في دور شرفي في هذا الموسم.
عن عملية اختيار الأدوار، ذكر دى نايت أنه «عليك فقط أن تأمل أن تجد الطريق الصحيح. لحسن الحظ اجتمع طاقم العمل، وأنا لا يمكن أن يكون أكثر سعادة. لا أحد سوف يناسب تماما الصورة التي في خيالك. بالنسبة لي، الشيء الأكثر أهمية ليس أن يشبهون الشخصيات شكلا، ولكن إذا كانوا يعطوا نفس الإحساس.» قام لاري مايفيلد وجولي شوبرت باختيار الممثلين في المسلسل. في ديسمبر 2017، صرح دونوفريو بأن هناك اتفاق قائم بينه وبين جيف لوب من قبل أول موسم، يسمح له «بالخروج والدخول في المسلسل»، عندما تأمل مارفل في استخدام دونوفريو في المسلسل.

### التصميم

#### الأزياء
تحدثت مصممة الأزياء ستيفاني ماسلانسكي عن الهامها ورؤيتها للمسلسل قائلة «ديرديفيل متجذر في حي عنيف وعتيق في مدينة نيويورك، هيلز كيتشن حيث نشأ مات موردوك. في القصص المصورة - خاصة في فترة فرانك ميلر في اوائل التسعينيات - كانت هناك رسومات تفصيلية سعينا لاظهارها على الشاشة بطريقة واقعية وخشنة وعصرية، مع المحافظة على الشخصيات الأصلية. أردنا أن نكمل من حيث توقفت القصص المصورة. لقد درست الرسوم في الرجل الذي لا يخاف وديرديفيل يلو والأعداد من الستينيات، والتي تتأثر بها المجموعات الأحدث. كنت أرغب في تصميم أزياء لتعكس الرسوم من تلك المجلدات من خلال عدسة حديثة مع الحفاظ على بالإحساس القديم.» ساعد جوشوا شو - الذي عمل أيضا كمصمم في مسلسل عملاء شيلد - في تصميم أزياء عدد من الشخصيات في ديرديفيل، في حين تولت لورين كالفرت تصميم الأزياء في الموسم الثاني.
بالنسبة لبدلة داريديفيل الحمراء، التي ظهرت في نهاية الموسم الأول، اتصل المدير الإبداعي لمارفل كوميكس كيسادا بريان ماينردينغ وفنانين الأزياء وفريق التصميم في استوديوهات مارفل، الذين ساهموا جميعا بأفكار للتصميم، في نهاية المطاف يتم اختيار واحدة من تصميمات ماينردينغ.قدم كيسادا، الذي عمل سابقا كرسام في قصص دارديفيل المصورة، عدة اقتراحات بما في ذلك كيف تم دمج نيويورك في البدلة، مما أدى إلى استخدام المسامير والأشكال «المعمارية». ويهدف من البدلة أن تبدو وكأنها سترة كيفلر، والأقسام السوداء هي تحية للوحات الهزلية حيث الفنانين بتسليط الضوء على مناطق معينة بالأحمر، مع «أجزاء أعمق» في الظل.عن قناع، لاحظ مينردينغ صعوبة في تصميم النصف العلوي بأكمله من الوجه الذي يهدف إلى مطابقة النصف السفلي من وجه الممثل، «لأن لابد من تغطية نصف وجهه وسوف يكون له التعبير الخاص به ووجه الممثل سوف يفعل شيئا آخر». بالنسبة للهراوة المستخدمة من قبل ديرديفيل في هذا المسلسل، والتي تم تصميمها من قبل أندي بارك، «كانت هناك مناقشة في وقت مبكر من هذه العملية - لأن تشارلي كوكس ودوبليره كريس بروستر يستخدمون اليد اليمنى على حد سواء - من وجود حاملة للهراوة على الساق اليمنى. لكن ديرديفيل يلبس تلك الحاملة على الجانب الأيسر. وفي حين أنه كان من الأسهل وضع الحاملة على اليمين شعرنا جميعا أن علينا أن نحافظ على كلاسيكية الشخصية والاحتفاظ بها على اليسار.»
تم تطوير البدلة في الموسم الثاني، أطلق كالفرت عليها «بدلة أكثر مرونة وأكثر تكتيكية.» قسم الملابس «قام بتبسيط» البدلة، وذلك باستخدام مواد أقل على القفازات والأحذية. ووصف كوكس التغييرات ب «التعديلات» التي كانت مطلوبة بعد رؤية البدلة في الموسم الأول، وأشار إلى أن تلك التغييرات تم تجسيدها في قصة الموسم، بما في ذلك الحاجة إلى قناع جديد أعيد تصميمه.

#### مقدمة المسلسل
تم تصميم مقدمة المسلسل من قبل شركة إلاستيك. قامت الشركة سابقا بتصميم مقدمة مسلسل محقق فذ، التي لفتت نظر النتجين من نا حية «عامل الخيال وكونها أوصلت ما كان يهدف له المسلسل». وأوضح دى نايت أن العديد من الشركات قد عرضت على الفريق الإبداعي أفكار تنطوي على «درجات من نفس الفكرة، حيث يتم تكبير العين وترى سونار للمدينة». ومع ذلك، كانت واحدة من الأفكار التي عرضتها شركة إلاستيك «سائل مثل الدم يقطر على كل شيء ... كما لو كان طلاء يغطي شيء غير مرئي ويكشف عنه»، والتي أراد كل من دى نايت ولوب استخدامها على الفور.
المدير الإبداعي لشركة إلاستيك باتريك كلير «جاء بفكرة صناعة عالم أحمر يتم الكشف عنه بالسائل.» محاكاة السائل - والذي كان من المفترض أن يكون إشارة غامضة إلى السم والدم الذي يتصرف مثل «شيء بين الشوكولاتة السائلة والقطران» - برسوميات حاسوبية كان صعبا، قال كلير عنه «أنه من الصعب أن تجعل رسم حاسوبيا» خبيث"". وأوضح كبير مصممي الرسوميات الحاسوبية أندرو روماتز أن «تطوير الاتساق الصحيح وسلوك السوائل كانت بالتأكيد عملية صعبة. كان الحصول على الوزن الصحيح يحتاج إلى التعديل واللعب بعض الشيء في المحاكاة وأيضا في الإضاءة والتركيب. أراد باتريك التماثيل التي كنا نشكلها لتشعر مثل المنمنمات، لذلك قمنا بالكثير من التجارب على نطاق المشهد ومع إعدادات الكاميرا، محاكاة لعمق الميدان لتحقيق هذا المظهر.» قال كبير مصممي السوائل ميغيل أ. صاليك أن «كل لقطة تتطلب خرائط تدفق مخصصة ليتم رسمها على المنحوتات، جنبا إلى جنب مع حقول جذب صغيرة والآلاف من التعديلات الصغيرة لتحقيق الأشكال والسلوك الذي كان يبحث باتريك عنه. في النهاية قمت بمحاكاة مئات من الاختبارات والآلاف من إطارات السوائل لتحقيق التوازن الصحيح فقط لكل مشهد.» بسبب ضيق الوقت، تم قطع الإشارات إلى تاريخ موردوك في الملاكمة مثل حقيبة اللكم وحلقة الملاكمة من النتيجة النهائي. تم تحريك النسخة النهائية على قطعة موسيقى مؤقتة - «قطعة قديمة من موسيقى الهوب» - قبل اكتمال موسيقى جون بيسانو للمقدمة.

### التصوير
يتم تصوير المسلسل في مدينة نيويورك، في مناطق ببروكلين ولونغ آيلاند سيتي التي لا تزال تبدو مثل هيلز كيتشن القديمة، بالإضافة إلى استديوهات لتصوير. الإنتاج لديه جدول تصوير لمدة ثمانية أيام لكل حلقة. عن الجو العام للمسلسل، قال دى نايت «نحن نتجه لجو السبعينيات العنيف لنيويورك. نحن نحب فكرة جمال وتسوس المدينة، وهيلز كيتشن كونها مكانا جميلا وعنيفا في نفس الوقت. ولهذا السبب مات مردوك يحبها ويريد حمايتها.» مشاهد الحركة في المسلسل مستوحاة من أفلام ذا ريد.

### المؤثرات البصرية
قام استديو Shade VFX بنيويورك بعمل المؤثرات البصرية للمسلسل. قام بريان غوسوين بدور المشرف على المؤثرات البصرية.

### الموسيقى
في أكتوبر 2014 تم الإعلان أن جون بيسانو سوف يؤلف الموسيقى لهذها المسلسل. المقدمة الرئيسية لهذا المسلسل، والتي شارك في تأليفهه برادين كيمبل، مشتق من عرض بايسانو الأصلي للمسلسل، الذي قدمه خلال عملية الاختبار. وأشار بيسانو إلى أنه من النادر أن تدرج هذه المواد في نتيجة نهائية من هذا القبيل. تم طرح ألبوم موسيقي للموسم الأول على آي تيونز في 27 أبريل 2015، وألبوم للموسم الثاني في 15 يوليو 2016. وألبوم للموسم الثالث في 19 أكتوبر 2018.

### ربط المسلسل بعالم مارفل السينمائي
ديرديفيل هو أول مسلسل في سلسلة نيتفليكس، يتبعه مسلسل جيسيكا جونز ولوك كيج والقبضة الحديدية، التي تؤدي إلى المسلسل القصير المدافعون. في نوفمبر 2013، وقال الرئيس التنفيذي لشركة ديزني بوب إيغر أنه إذا ثبتت شعبية الشخصيات على نيتفليكس، «من الممكن جدا أن يصبحوا أفلام روائية،» وهو ما ردده ساراندوس في يوليو 2015. في أغسطس 2014، ذكر دونوفريو أنه بعد «المسلسل على نتفيلكس»، مارفل لديها «خطة أكبر للتوسع بها». في ديسمبر 2014، وأوضح لوب أن «داخل عالم مارفل هناك الآلاف من الأبطال من جميع الأشكال والأحجام، ولكن المنتقمون هنا لإنقاذ الكون وداريديفيل هنا لإنقاذ الحي ... هذة الأحداث تقع في عالم مارفل السينمائي. كل شيء متصل. ولكن هذا لا يعني بالضرورة أننا سوف ننظر للسماء ونرى [آيرون مان]. انه مجرد جزء مختلف من نيويورك لم نره بعد في أفلام مارفل.» وشرح داوسون في وقت لاحق أن «عندما يكون لديك هذا المستوى من القوى العظمى، فإن القتال مختلف، والمخاطرة مختلفة، ولها شعور أشد. في ذلك العالم، هم يعيشون فيه، ويعرفونه، وهو طبيعي بنسبة لهم. ولكن في الواقع عندما يتقاتل الناس ويقومون بجرائم سيئة جدا على الأرض، ويتواجد السلاح والمخدرات، ستتكسر العظام. النلس لن تقوم بضرب بعض دون يحدث لأنهم غير قابلين للتدمير، فهؤلاء أشخاص، وهم معرضون للخطر وسيتعرضون لهذة التجربة.»
في مارس 2015، تحدث لوب عن امكانية ظهور شخصيات المسلسل مع شخصيات أفلام عالم مارفل السينمائي ومسلسلات قنوات ABC، قائلا: «كما هو الحال الآن، بنفس الطريقة التي بدأت أفلامنا بها، مكتفية ذاتيا، ثم في الوقت الذي وصلنا إلى المنتقمون، أصبح ظهور شخصية كابتن أمريكا الشرفي في فيلم ثور 2، وظهور شخصية بروس بانر في نهاية فيلم آيرون مان 3 أكثر عملية. علينا أن نكسب ذلك، والجمهور يحتاج إلى فهم كل من تلك الشخصيات، وما هذا العالم قبل أن نجعل هذة الشخصيات تتعامل مع بعض.» في أبريل، ذكر كوكس أن ظهور شخصيات المسلسل مع شخصيات الأفلام هو أمر «ممكن. أعتقد أن هناك طريقة يمكن دمج هذة العوالم. وأعتقد أن مسلسلنا مختلف من حيث طرية العرض والموضوع عن الأفلام المنتقمون، ولكن كلهم يشتركون في نفس العالم وأشعر أن هناك وسيلة لشخصية ديرديفيل - وشخصيات أخرى، لوك كيج والشخصيات الاجرامية العادية - لتناسب هذا العالم. أعتقد أنه يجب أن تكون هناك طريقة، وأعتقد أنها تتعلق بإيجاد نغمة مستقلة لهذا العمل.» وقال كوكس أيضا أنه ملزم تعاقديا بالظهور في الأفلام إذا طلبت منه شركة مارفل.

## العرض
| الموسم | الموسم | الحلقات | العرض الأول    | تاريخ عرض الدي في دي | تاريخ عرض الدي في دي | تاريخ عرض الدي في دي | تاريخ عرض البلو راي | تاريخ عرض البلو راي |
| الموسم | الموسم | الحلقات | العرض الأول    | المنطقة 1            | المنطقة 2            | المنطقة 4            | المنطقة A           | المنطقة B           |
| ------ | ------ | ------- | -------------- | -------------------- | -------------------- | -------------------- | ------------------- | ------------------- |
|        | 1      | 13      | 10 ابريل 2015  | 8 نوفمبر 2016        | 3 أكتوبر 2016        | 7 ديسمبر 2016        | 8 نوفمير 2016       | 3 أكتوبر 2016       |
|        | 2      | 13      | 18 مارس 2016   | 22 أغسطس 2017        | 15 مايو 2017         | 14 يونيو 2017        | 22 أغسطس 2017       | 15 مايو 2017        |
|        | 3      | 13      | 19 أكتوبر 2019 |                      |                      |                      |                     |                     |

ديرديفيل متاحة على البث الحي نتفليكس، في جميع المناطق التي تتوفر فيها، بجودة فائقة الدقة 4K و (HDR). تم تحسين صورة أول موسمين لتكون متاحة بجودة بعد HDR عرضهما الأول من قبل شركة ديلوكس. تم إصدار حلقات كل موسم في وقت واحد، بدلا من شكل متسلسل، للتشجيع على المشاهدة المتواصلة، وهو الشكل الذي كان ناجحا مع مسلسلات نتفليكس الأخرى. كان ديرديفيل أول مسلسل أصلي لنتفليكس يتلقى خدمة الفيديو الوصفية.

### التسويق
أنشأت منتجات ديزني الاستهلاكية مجموعة صغيرة من المنتجات لتلبية احتياجات جمهور أكبر من البالغين، نظرا لحدة المسلسل. أوضح بول جيتر، نائب رئيس مارفل لترخيص منتجات ديزني الاستهلاكية أن التركيز سيكون أكثر على المراهقين والبالغين من الأطفال، مع المنتجات في منافذ البيع مثل هوت توبيك. بالإضافة إلى ذلك، تم إنشاء برنامج البضائع فرسان مارفل لدعم هذه السلسلة، مما يخلق فرصا جديدة لخطوط الإنتاج الفردية والمنتجات التي تركز على جامع. أراد شركاء الترخيص الإقران مع مارفيل، على الرغم من أن هذا ليس مشروع فيلم، نظرا لنجاحاتها السابقة.

## الاستقبال

### نسبة مشاهدة الجمهور
نظرا لأن نتفليكس لا تكشف عن أرقام مشاهدة المشتركين لأي من مسلسلاتها الأصلية، قدم كريم زريق، نائب الرئيس للبرمجة الأصلية في تلفزيون مارفيل، بعض المعلومات السكانية عن مشاهدين ديرديفيل في أغسطس 2017، مشيرا إلى أن المسلسل جذب قدرا أكبر من المشاهدين الذكور. أيضا في هذا الشهر، أصدرت نتفليكس أنماط مشاهدة لمسلسل مارفيل ونتفليكس. البيانات، التي جاءت من «1300 من 'مجموعات التذوق' حول العالم، حيث يتم تجميع المشتركين بناء على ما يشاهدونه»، أن المشاهدين لن يشاهدوا المسلسل بترتيب زمني بالإصدار، بدلا يبدئون بجيسيكا جونز، ثم ديرديفيل، لوك كيج وأخيرا القبضة الحديدية. وأشار تود يلين، نائب رئيس شركة نتفليكس لابتكار المنتجات، إلى أن الجمهور يشاهدون المسلسلات «حسب ترتيب اهتمامهم بهم وكيفية معرفتهم بها.» وأظهرت بيانات نتفليكس أيضا أن مشاهد ديرديفيل غالبا ما ينتقل بعد ذلك إلى جيسيكا جونز، والعكس صحيح، في حين أن مسلسلات أخرى «تحتوي على ابطال مخالفون للعرف ومواضيع الغموض الأخلاقي» مثل السلالة واختلال ضال وديكستر وبيت من ورق قادت المشاهدين لبدء ديرديفيل. في أكتوبر 2018، كريمزون هيكساجون - شركة رؤى المستهلك - أصدرت بيانات والتي فحصت «الشبكات الاجتماعية» للسلسلة لمحاولة ربطها بنسب المشاهدة المحتملة. البيانات أظهرت أنه عند العرض الأول للمسلسل في أبريل 2015، الموسم حصل تقريبا على 275000 مشاركة على تويتر وانستجرام تتحدث عنه. مع الموسم الثاني الذي عرض في مارس 2016، المشاركات تراجعت إلى 200000، ومع الموسم الثالث، بالنظر إلى البيانات التي تم جمعها في منتصف شهر أكتوبر 2018، المشاركات تراجعت إلى 75000 فقط.

### الاستقبال النقدي
| الموسم | الموسم | الاستقبال النقدي      | الاستقبال النقدي     |
| الموسم | الموسم | روتن توميتوز          | ميتاكريتيك           |
| ------ | ------ | --------------------- | -------------------- |
|        | 1      | 98% (51 مراجعة نقدية) | 75 (22 مراجعة نقدية) |
|        | 2      | 76% (33 مراجعة نقدية) | 68 (13 مراجعة نقدية) |
|        | 3      | 96% (45 مراجعة نقدية) | 71 (6 مراجعة نقدية)  |

قيم مُجمّع التقييمات روتن توميتوز الموسم الأول بنسبة موافقة 98٪ مستند على 51 مراجعة، بمعدل تقييم 10/8. النقد المجمع للموقع كتب فيه، «مع الالتزام الصارم لتاريخ المصدر، وارتفاع جودة الإنتاج، ولا يوجد ميل درامي لا معنى له، يتفوق ديرديفيل كقصة بداية لبطل خارق، خطوة جريئة، ومغامرة عمل مثيرة.» سجل ميتاكريتيك، الذي يستخدم متوسط مرجح، 75 من أصل 100، استنادا إلى 22 ناقد، مشيرا إلى «مراجعات إيجابية بشكل عام». الموسم الثاني حصل على نسبة موافقة 76% على روتن توميتوز، مستند على 32 مراجعة، بمعدل تقييم 10/7.3. النقد المجمع للموقع كتب فيه، «مدعوم ببعض مشاهد الحركة المثيرة للإعجاب، ديرديفيل تبقى ثابتة الاقدام في الموسم الثاني، حتى لو كانت إضافة شخصيات المعاقب وإليكترا لا تملئ تماما الفراغ تركه ويلسون فيسك.» على ميتاكريتيك، فقد حصل على 68 من أصل 100، استنادا إلى 13 ناقد، مشيرا إلى «مراجعات إيجابية بشكل عام».
الموسم الثالث حصل على تقييمات بنسبة موافقة 98% مستند على 45 مراجعة، بمعدل تقييم 7.79/10. النقد المجمع للموقع كتب فيه «الرجل الذي لا يخاف يعود إلى أعلى شكل مع الموسم الثالث الذي يبدأ بطيئا بشكل مضجر لكنه يولد تدريجيا لإثارة القصص المصورة، ساعد في ذلك عودة فينسنت دونوفريو في دور الشرير كينج بن.» على ميتاكريتيك، فقد حصل على 71 من أصل 100، استنادا إلى 6 ناقد، مشيرا إلى «مراجعات إيجابية بشكل عام».

### الجوائز
في ديسمبر 2015، صنفت IGN مسلسل ديرديفيل كثاني أفضل مسلسل أصلي لنتفليكس صدر حتى الآن.
| العام | الجائزة                                    | الفئة                                              | المرشح               | النتيجة | المرجع  |
| ----- | ------------------------------------------ | -------------------------------------------------- | -------------------- | ------- | ------- |
| 2015  | Helen Keller Achievement Award             | شرفية                                              | تشارلي كوكس          | فوز     | [ 106 ] |
| 2015  | Online Film & Television Association Award | أفضل مقدمة لمسلسل جديد                             | ديرديفيل             | فوز     | [ 107 ] |
| 2015  | Primetime Creative Arts Emmy Awards        | أفضل تصميم مقدمة مسلسل                             | ديرديفيل             | رُشِّح     | [ 108 ] |
| 2015  | Primetime Creative Arts Emmy Awards        | أفضل مؤثرات خاصة والمرئية في دور داعم              | "تحدث عن الشيطان"    | رُشِّح     | [ 108 ] |
| 2015  | Primetime Creative Arts Emmy Awards        | أفضل تحرير صوتي لمسلسل                             | "تحدث عن الشيطان"    | رُشِّح     | [ 108 ] |
| 2015  | EWwy Awards                                | أفضل ممثل مساعد في مسلسل الدراما                   | فينسنت دونوفريو      | رُشِّح     | [ 109 ] |
| 2015  | Camerimage                                 | أفضل تصوير سينمائي - حلقة أولى                     | "في الحلبة"          | رُشِّح     | [ 110 ] |
| 2015  | Screen Actors Guild Awards                 | أداء مميز لفريق مؤدي مشاهد خطيرة في مسلسل تلفزيوني | ديرديفيل             | رُشِّح     | [ 111 ] |
| 2016  | Visual Effects Society Awards              | أفضل تأثيرات بصرية مساعدة في حلقة عرضية            | "تحدث عن الشيطان"    | رُشِّح     | [ 112 ] |
| 2016  | Golden Reel Awards                         | Television — Short Form, Dialogue & ADR            | ديرديفيل             | رُشِّح     | [ 113 ] |
| 2016  | جوائز إمباير                               | أفضل مسلسل تلفزيوني                                | ديرديفيل             | رُشِّح     | [ 114 ] |
| 2016  | SXSW Film Festival                         | أفضل تصميم مقدمة                                   | ديرديفيل             | رُشِّح     | [ 115 ] |
| 2016  | Got Your 6                                 | تمثيل متوازن لمحاربين القدامى                      | "دائم الولاء"        | فوز     | [ 116 ] |
| 2016  | جائزة زحل                                  | أفضل ممثل مساعد على شاشة التلفزيون                 | فينسنت دونوفريو      | رُشِّح     | [ 117 ] |
| 2016  | جائزة زحل                                  | أفضل دور شرفي على شاشة التلفزيون                   | سكوت جلين            | رُشِّح     | [ 117 ] |
| 2016  | جائزة زحل                                  | أفضل ممثل على شاشة التلفزيون                       | تشارلي كوكس          | رُشِّح     | [ 117 ] |
| 2016  | جائزة زحل                                  | أفضل مسلسل تلفزيوني جديد                           | ديرديفيل             | فوز     | [ 118 ] |
| 2016  | Primetime Creative Arts Emmy Awards        | أفضل تحرير صوتي لمسلسل                             | "أفضل من في نيويورك" | رُشِّح     | [ 119 ] |
| 2016  | Primetime Creative Arts Emmy Awards        | أفضل تصميم مشهد قتالي في مسلسل تلفزيوني            | فيليب جى سيلفيرى     | رُشِّح     | [ 119 ] |
| 2016  | Online Film & Television Association Award | أفضل صوت في مسلسل تلفزيوني                         | ديرديفيل             | رُشِّح     | [ 120 ] |
| 2017  | Screen Actors Guild Awards                 | أداء مميز لفريق مؤدي مشاهد خطيرة في مسلسل تلفزيوني | ديرديفيل             | رُشِّح     | [ 121 ] |
| 2017  | جائزة زحل                                  | أفضل مسلسل تلفزيوني جديد                           | ديرديفيل             | رُشِّح     | [ 122 ] |
| 2017  | جائزة زحل                                  | أفضل ممثل على شاشة التلفزيون                       | تشارلي كوكس          | رُشِّح     | [ 122 ] |

## مسلسل منشق
بحلول يناير 2016، قبل ظهور جون بيرنثال في دور فرانك كاسل / المعاقب لأول مرة في الموسم الثاني، كانت نتفليكس في «مراحل تطوير مبكرة جدا» لمسلسل منشق بعنوان المعاقب، وكانت تبحث عن منتج منفذ. سيدور المسلسل حول بيرنثال في دور كاسل، ووصف بأنه مشروع قائم بذاته، بعيدا عن المسلسلات المؤدية لمسلسل المدافعون. أوضح لوب أن تلفزيون مارفل لم يدفعوا لتطوير المسلسل المنشق وهم الآن يركزون على صناعة «أفضل 13 حلقة من الموسم الثاني من ديرديفيل» في الوقت الحالي، ولكنه قال «أنا لن أرفض أبدا قيام شبكة بالنظر في واحدة من شخصياتنا وتشجيعنا على بذل المزيد من الجهد... إذا كنا محظوظين بما فيه الكفاية أنه من خلال الكتابة، من خلال الإخراج، من خلال الممثل أن الناس تريد أن ترى المزيد من هذا الشخص، رائع.» في أبريل 2016، قامت مارفل ونتفليكس بطلب مسلسل المعاقب، وتم تأكيد انضمام بيرنثال للمسلسل وتعيين ستيف لايتفوت كمنتج منفذ. وتقوم وول مجددا بدور كارن بيدج في المسلسل.

## وسائل الإعلام الأخرى
في نوفمبر 2015، تم إصدار تحديثا للعبة الهاتف المحمول القتالية - مارفل: صراع الأبطال - يضم قصة من ستة اجزاء تشمل ديرديفيل وجيسيكا جونز، بجانب مستوى مبني على هيلز كيتشن.

## الإلغاء والمستقبل
قبل صدور الموسم الثالث، أشارات ديدلاين هوليود إلى أنه من المتوقع تجديد المسلسل لموسم رابع لأنه «تم مشاهدته على نطاق واسع ونال استحسان النقاد». طرح أولسن ما يريد أن يقدمه في الموسم الرابع لنيتفلكس في نوفمبر 2018، وكان يأمل أن يؤدي هذا الاجتماع إلى تجديد رسمي للمسلسل. بالرغم من العرض المطروح، في 29 نوفمبر 2018، ألغت نتفلكس المسلسل بعد ثلاث مواسم.صرحت نتفلكس أن الثلاث مواسم سيظلوا معروضين على موقعهم، بينما الشخصيات «ستستمر في مشاريع مستقبلية أخرى لمارفل». أشارات ديدلاين هوليود إلى أنه «عكس مسلسل القبضة الحديدية ولوك كيج، يبدو أن الباب مفتوح على مصراعيه» للمسلسل ليستمر في مكان أخر، محتمل أن يكون على خدمة ديزني للبث عبر الأنترنت، ديزني+. ومع ذلك ، تشعر هوليوود ريبورتر أن هذا أمر غير مرجح.

## روابط خارجية
- الموقع الرسمي
- ديرديفيل على موقع IMDb (الإنجليزية)
- ديرديفيل على موقع ميتاكريتيك (الإنجليزية)
- ديرديفيل على موقع روتن توميتوز (الإنجليزية)
- ديرديفيل على موقع نتفليكس (الإنجليزية)
- ديرديفيل على موقع أول موفي (الإنجليزية)
- ديرديفيل على موقع فيلمافينيتي (الإسبانية)
- ديرديفيل على موقع كينوبويسك (الروسية)
- ديرديفيل على موقع ألو سيني (الفرنسية)
- ديرديفيل على موقع ميوزك برينز (الإنجليزية)
- ديرديفيل على موقع قاعدة بيانات الفيلم (الإنجليزية)